# Чехівська сільська рада (Монастириський район)
Че́хівська сільська́ ра́да — адміністративно-територіальна одиниця та орган місцевого самоврядування в Монастириському районі Тернопільської області. Адміністративний центр — село Чехів.

## Загальні відомості
- Територія ради: 2,103 км²
- Населення ради: 324 особи (станом на 2001 рік)
- Територією ради протікає річка Коропець

## Населені пункти
Сільській раді підпорядковані населені пункти:
- с. Чехів

## Склад ради
Рада складається з 12 депутатів та голови.
- Голова ради: Синишин Галина Юліанівна
- Секретар ради: Луців Оксана Ярославівна

### Керівний склад попередніх скликань
| Прізвище, ім'я, по батькові | Основні відомості                                                                                   | Дата обрання | Дата звільнення |
| --------------------------- | --------------------------------------------------------------------------------------------------- | ------------ | --------------- |
| Бойко Тарас Тарасович       | Сільський голова, 1967 року народження, освіта середня спеціальна                                   | 26.03.2006   | 31.10.2010      |
| Бойко Тарас Тарасович       | Сільський голова, 1967 року народження, освіта середня спеціальна, член Української Народної Партії | 31.10.2010   | 16.12.2012      |
| Синишин Галина Юліанівна    | Сільський голова, 1961 року народження, член Всеукраїнського об'єднання «Свобода»                   | 16.12.2012   |                 |

Примітка: таблиця складена за даними сайту Верховної Ради України

### Депутати
За результатами місцевих виборів 2010 року депутатами ради стали:

#### За суб'єктами висування
| Суб'єкт висування               | Кількість обраних депутатів | %    |
| ------------------------------- | --------------------------- | ---- |
| Самовисування                   | 11                          | 91,7 |
| Політична партія «Наша Україна» | 1                           | 8,3  |

#### За округами
| № округу                        | Прізвище, ім'я, по батькові | Дата визнання обраним | Освіта             | Партійна приналежність                | Відомості про обраного депутата                                   |
| ------------------------------- | --------------------------- | --------------------- | ------------------ | ------------------------------------- | ----------------------------------------------------------------- |
| Політична партія «Наша Україна» |                             |                       |                    |                                       |                                                                   |
| 7                               | Савків Олександр Степанович | 01.11.2010            | середня            | член Політичної партії «Наша Україна» | тимчасово не працює                                               |
| Самовисування                   |                             |                       |                    |                                       |                                                                   |
| 1                               | Парасюк Василь Михайлович   | 01.11.2010            | середня            | позапартійний                         | тимчасово не працює                                               |
| 2                               | Бойко Василь Васильович     | 01.11.2010            | середня            | позапартійний                         | тимчасово не працює                                               |
| 3                               | Бойко Михайло Петрович      | 01.11.2010            | середня            | позапартійний                         | тимчасово не працює                                               |
| 4                               | Горила Сергій Анатолійович  | 01.11.2010            | середня спеціальна | позапартійний                         | тимчасово не працює                                               |
| 5                               | Пророк Михайло Васильович   | 01.11.2010            | середня            | позапартійний                         | тимчасово не працює                                               |
| 6                               | Халуп'як Василь Ігорович    | 01.11.2010            | середня            | позапартійний                         | тимчасово не працює                                               |
| 8                               | Червак Андрій Васильович    | 01.11.2010            | середня спеціальна | позапартійний                         | Вище художнє професійне технічне училище № 3, студент             |
| 9                               | Слободян Ігор Михайлович    | 01.11.2010            | середня            | позапартійний                         | тимчасово не працює                                               |
| 10                              | Луців Оксана Ярославівна    | 01.11.2010            | вища               | член Української Народної Партії      | Чехівська сільська рада, секретар                                 |
| 11                              | Бурмас Марія Степанівна     | 01.11.2010            | середня            | позапартійна                          | Чехівська сільська рада, головний спеціаліст — головний бухгалтер |
| 12                              | Бойко Юрій Михайлович       | 01.11.2010            | середня            | позапартійний                         | тимчасово не працює                                               |